# Spinotarsus rhodesianus
Spinotarsus rhodesianus är en mångfotingart som beskrevs av Kraus 1960. Spinotarsus rhodesianus ingår i släktet Spinotarsus och familjen Odontopygidae. Inga underarter finns listade i Catalogue of Life.